# أمل العوضي
أمل العوضي (30 مارس 19893101990  -)، مذيعة وممثلة كويتية.

## حياتها
بدأت العمل في المجال الإعلامي وهي بسن صغيرة، حيث شاركت لفترة بتقديم برنامج «تلفزيون الأطفال» والذي يقدم على تلفزيون الكويت، واختيرت بعدها لتقديم برنامج المسابقات الرمضاني «عينك عالوطن» على تلفزيون الكويت أيضًا مع المذيع بركات الوقيان وكانت وقتها بعمر السابعة عشر، كما قامت بتقديم برنامج سحوبات مهرجان هلا فبراير، كما شاركت بتقديم حفلاته الغنائية بعامي 2007 و2008. انتقلت بعام 2007 ذلك لقناة فنون وقدمت خلالها برنامجي مسابقات هما «قدها ولا» و«جد ولعب»، وهو البرنامج الذي قدمت الجزء الثاني منه بعام 2008.
وكانت قد دخلت إلى المجال الفني كممثلة في عام 2006 وذلك عن طريق مشاركتها بمسلسل صاحبة الامتياز.

### الدراسة
هي حاصلة على شهادة البكالوريوس في العلوم السياسية والإدارة من جامعة الكويت.[بحاجة لمصدر]

### الزواج والاعتزالات
بعد الإعلان عن زواجها من «عبد الله العوضي» بنهاية عام 2008 قررت اعتزال المجال الفني والإعلامي والتفرغ لأسرتها ودراستها، وبعد إنجابها لابنتها «منيرة» قررت العودة للعمل الإعلامي والفني. في فبراير 2023 تزوجت من وزير التجارة «مازن الناهض» وبهذا الزواج أعُلن عن اعتزالها مجددًا، وفي أكتوبر 2023 أنجبت ابنهما «علي»، وفي فبراير 2025 أنجبت ابنتهما «عالية».[بحاجة لمصدر]

## أعمالها

### تقديم البرامج
- تلفزيون الأطفال.
- 2005: عينك عالوطن.
- 2007: سحوبات مهرجان هلا فبراير.
- 2007: قدها ولا.[3]
- 2007: جد ولعب.
- 2008: جد ولعب 2.
- 2012: أمولة.
- 2013: بلاك أند وايت.
- 2014: هو وهاي وهي.
- 2018: لمسة فوز.[8]

### المسلسلات
| سنة الإنتاج | اسم المسلسل                     | الشخصية |
| ----------- | ------------------------------- | ------- |
| 2006        | صاحبة الامتياز                  | سحر     |
| 2006        | الفزورة بالصورة - برنامج فوازير |         |
| 2007        | همس الحراير                     | هدى     |
| 2007        | الوزيرة                         |         |
| 2008        | الفطين                          | رها     |
| 2008        | شر النفوس                       | عبير    |
| 2011        | بنات سكر نبات                   | فرح     |
| 2012        | هوامير الصحراء - الجزء الرابع   | هيفاء   |
| 2012        | ايام العمر                      | حياة    |
| 2013        | الحلال و الحرام                 | غرام    |
| 2013        | أبو الملايين                    | غادة    |
| 2013        | الغصن المكسور                   | رهام    |
| 2013        | مطلقات صغيرات                   | سارة    |
| 2013        | أي دمعة حزن لا                  | ليال    |
| 2014        | ثريا                            | مضاوي   |
| 2014        | يا من كنت حبيبي                 | ريان    |
| 2016        | نوايا                           | بسمة    |
| 2016        | حكايات:أحلام وردية              | فجر     |
| 2016        | خمس بنات                        | نادية   |
| 2017        | ذكريات لا تموت                  | ريم     |
| 2017        | نهاية حلم                       | انوار   |
| 2018        | هم نوايا                        | بسمة    |

### المسرحيات
| سنة الإنتاج | المسرحية       |
| ----------- | -------------- |
| 2012        | دوحة قوت تالنت |
| 2013        | القراصنة       |

### فيديو كليب
كما أن شاركت كموديل في فيديو كليب أغنية «أنا حنيت و ياللي احبك موت» للمغني ماجد المهندس.

## روابط خارجية
- أمل العوضي الزواج ياسر على موقع IMDb (الإنجليزية)
- أمل العوضي الزواج ياسر على موقع قاعدة بيانات الأفلام العربية
- أمل العوضي الزواج ياسر على موقع قاعدة بيانات الفيلم (الإنجليزية)